# 李·霍德森
李·霍德森（英語：Lee Hodson；1991年10月2日—）是一位英格兰-北愛爾蘭足球運動員。在場上的位置是後衛。他現在效力於蘇格蘭足球冠軍聯賽球隊基马诺克。他也代表北愛爾蘭國家足球隊參賽。